# Noord-Amerikaanse vliegende eekhoorn
De Noord-Amerikaanse vliegende eekhoorn (Glaucomys volans)  is een zoogdier uit de familie van de eekhoorns (Sciuridae). De wetenschappelijke naam van de soort werd als Mus volans in 1758 gepubliceerd door Carl Linnaeus.
De eekhoorn komt voor aan de oostkant van de Verenigde Staten, in het zuidoosten van Canada en verschillende gebieden in Midden-Amerika.